# Moorbad Harbach
Moorbad Harbach (fino al 1972 Harbach) è un comune austriaco di 706 abitanti nel distretto di Gmünd, in Bassa Austria. Nel 1971 ha inglobato il comune catastale di Wultschau e nel 1972 quelli di Hirschenwies, Maißen e Lauterbach.